# Kosewko
Kosewko – wieś sołecka w Polsce położona w województwie mazowieckim, w powiecie nowodworskim, w gminie Pomiechówek. Leży nad Wkrą.
W latach 1975–1998 miejscowość należała administracyjnie do województwa warszawskiego.

## Obiekty historyczne

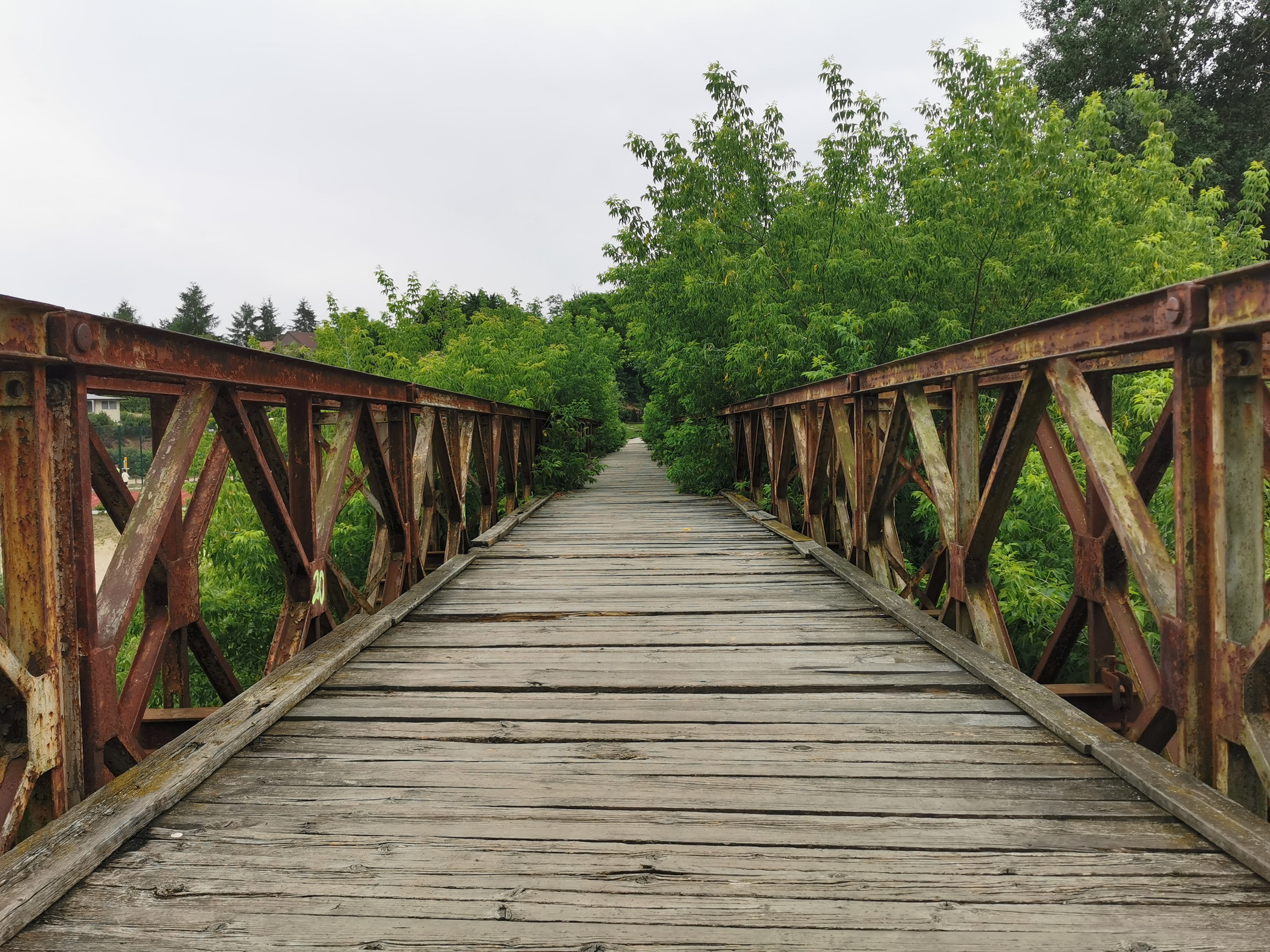
Most z 1944 roku systemu Baileya w Kosewku

W Kosewku nad rzeką Wkrą znajduje się 110 metrowej długości aliancki most systemu Baileya zbudowany z oryginalnych elementów wyprodukowanych w 1944 roku.